# Musca arratus
Musca arratus är en tvåvingeart som beskrevs av Harris 1776. Musca arratus ingår i släktet Musca, ordningen tvåvingar, klassen egentliga insekter, fylumet leddjur och riket djur. Inga underarter finns listade i Catalogue of Life.